# 이탈리아 리비에라

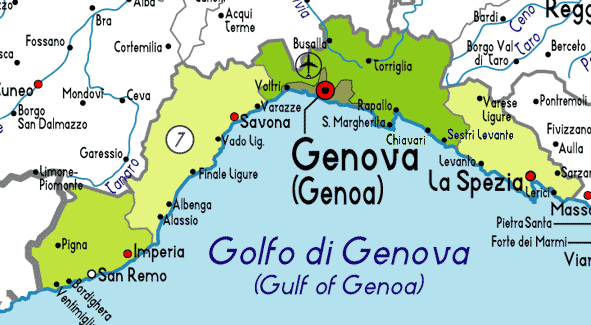
리구리아와 이탈리아 리비에라

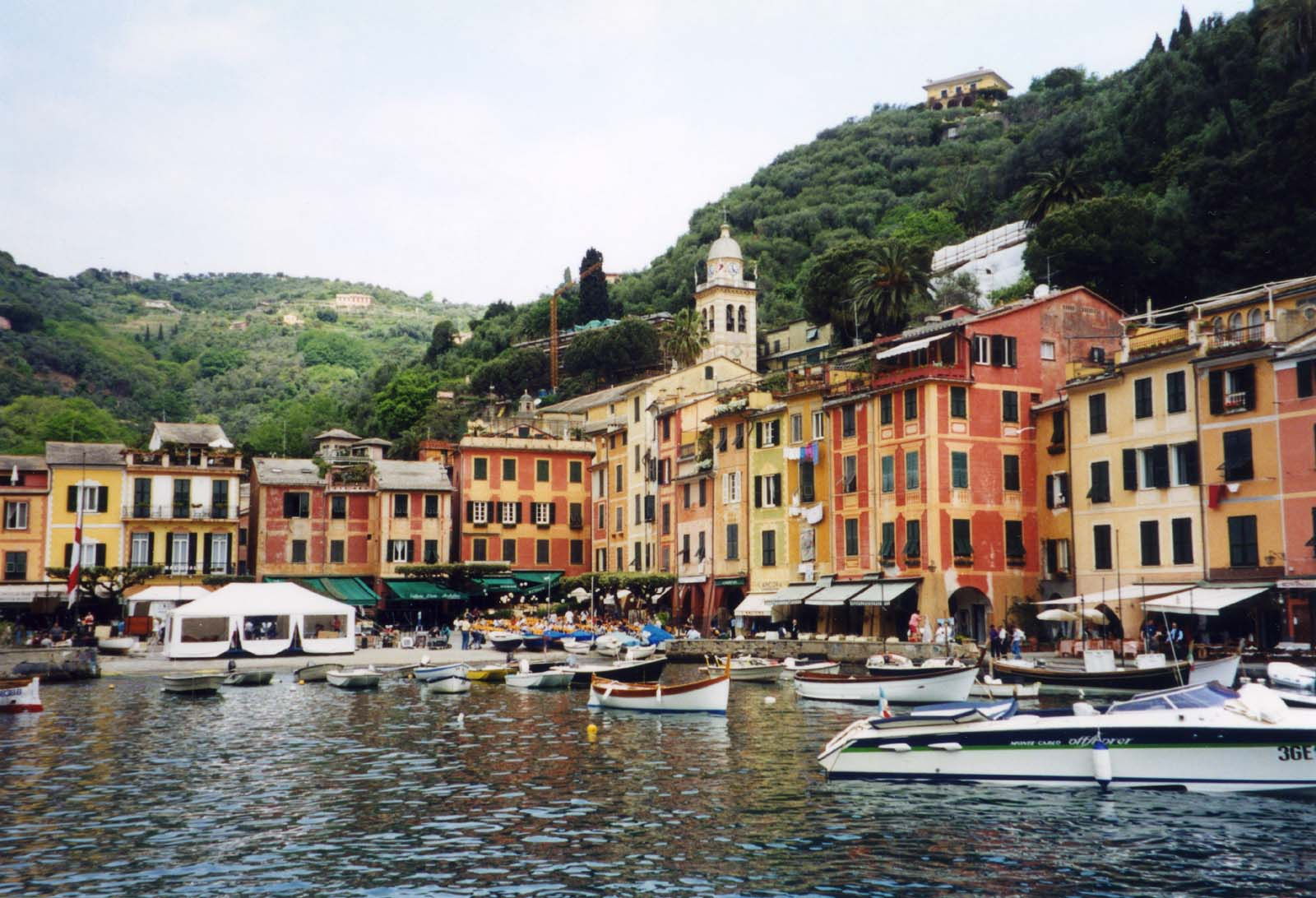
이탈리아 리비에라에 있는 포르토피노의 작은 항구

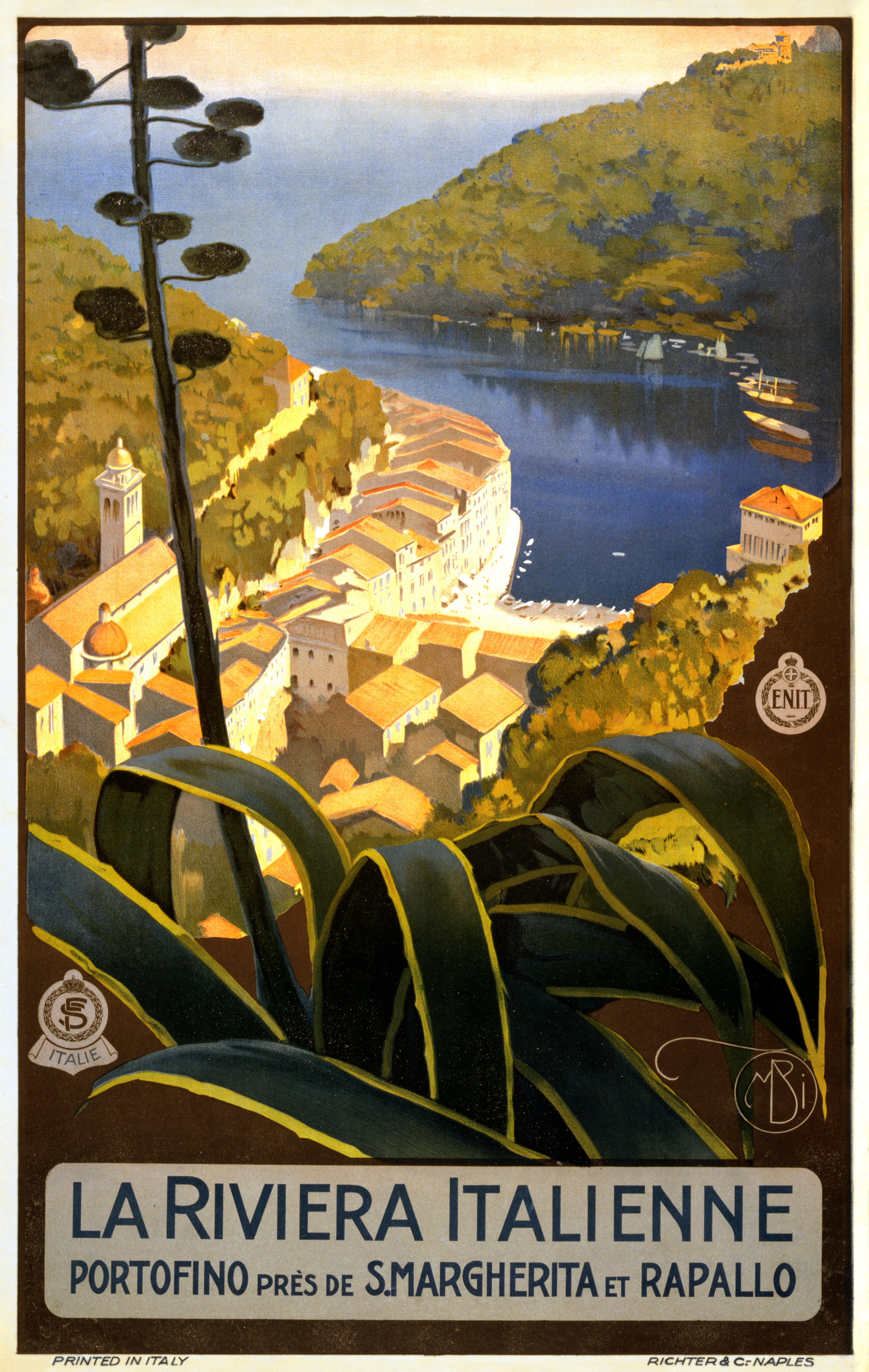
1920년대의 ENIT의 La Riviera italienne 관광 포스터

이탈리아 리비에라 또는 리구리아 리비에라(이탈리아어: Riviera ligure)는 마리팀 알프스와 아펜니노산맥에 의해 리구리아해와 산맥들 사이에 있는 좁은 해안 지역이다. 거리로는 프랑스와 프랑스 리비에라 (또는 코트 다주르) 인근에 벤티밀리아(과거 우편 세관)에서 토스카나주와 경계이기도 한 라스페치아 만의 동쪽 끝에 위치한 카포코르보(푼타비안카<Punta Bianca>라고도 알려짐)까지이다. 이탈리아 리비에라는 따라서 리구리아의 거의 모든 해안가 지역을 포함이 된다.(역사적으로는 서쪽으로 더 나아가, 모나코 같은 오늘날의 프랑스 지역까지였다.)

## 개요
이탈리아 리베이라의 한 가운대는 제노바이며, 여기서 두 지역으로 구분하는데, 제노바에서 프랑스 국경까지를 리비에라 디 포넨테(Riviera di Ponente, “해가 지는 해안가”), 제노바에서 카포코르보까지를 리비에라 디 레반테(“해가 떠오르는 해안가”)라고 한다.
이곳은 특히 온난한 기후와 오래된 어항과 아름다운 경치와 함께 휴향지로 유명하며, 바이런과 셸리 시대 이후로 여행가들과 관광객들에게 인기있는 방문지이다.
이 지역에 많은 시골 마을과 도시들은 포르토피노, 보르디게라, 레리치, 친퀘테레등이 세계적으로 알려졌다.
리비에라 디 폰테 지역에 중앙에 위치한 사보나는 "리비에라 델레 팔메" (Riviera delle Palme, 리비에라의 야자수)라고 불리며, 산레모는 "리비에라 데이 피오리"(Riviera dei Fiori, 리비에라의 꽃)이라고 불리며, 오랜 기간 화훼 재배로 유명했다.
이탈리아 리비에라에 있거나 인근에 있는 지역들:
- 알라시오
- 알벤가
- 알비솔라
- 아멜리아
- 안도라
- 아렌차노
- 아르마디타자
- 바야르도
- 발레스트리노
- 베르제지
- 베르제지 섬
- 볼리아스코
- 보나솔라
- 보르디게라
- 보르게토산토스피리토
- 보르조 베레치
- 보사나
- 부사나베키아
- 브루냐토
- 콜레타디카스텔비안코
- 카모글리
- 캄포리구레
- 캄포모로네
- 캄포로소
- 카포디놀리
- 카포멜레
- 카스텔베키오디로카바르베나
- 첼레리구레
- 체리알레
- 체리아나
- 체르보
- 키아바리
- 치카냐
- 친퀘테레
- 치프레사
- 치베차
- 코골레토
- 코르닐리아
- 코스타라이네라
- 데이바 마리나
- 디아노마리나
- 피날레리구레
- 프라무라
- 갈리나라 섬
- 제노바
- 제노바네르비
- 제노바펠리
- 제노바산틸라리오
- 임페리아
- 라이구엘리아
- 레바냐
- 레리치
- 레반토
- 로아노
- 마나롤라
- 모넬리아
- 몬테로소알마레
- 놀리
- 오스페달레티
- 팔마리아섬
- 피에트라리구레
- 포르토피노
- 포르토베네레
- 라팔로
- 레코
- 리오마조레
- 리바리구레
- 산바르톨로메오알마레
- 산프루투오소
- 산로렌초알마레
- 산피에트로디로베레토
- 산로코
- 산레모
- 산토스테파노알마레
- 산타마르게리타리구레
- 사르차나
- 사보나
- 세스트리레반테
- 소리
- 라스페치아
- 스포토르노
- 타자
- 바도리구레
- 발레크로시아
- 바라체
- 벤티밀리아
- 베르나차
- 볼트리
- 초알리
- 추카렐로

## 같이 보기
- 프랑스 리비에라